# Ковтуновка (Драбовский район)
Ковтуновка (укр. Ковтунівка) — село в Драбовском районе Черкасской области Украины.
Население по переписи 2001 года составляло 117 человек. Почтовый индекс — 19825. Телефонный код — 4738.

## Местный совет
19825, Черкасская обл., Драбовский р-н, с. Остаповка

## История
- Хутор был приписан к Николаевской церкви в Свечковке[1]

- На карте 1826-1840 годов показан как Костуновский.[2]
- В 1862 году на хуторе Ковтуновский (Ковтуновка) было 15 дворов где проживало 143 человека (66 мужского и 77 женского пола).[3]